# Fromia elegans
Espèce
Fromia elegans est une espèce controversée d'étoile de mer tropicale, qui appartient à la famille des Goniasteridae.

## Description
C'est une étoile régulière à cinq bras triangulaires rayonnant autour d'un disque central apparent. Sur un fond rouge-orangé (assez variable), se détachent des plaques claires délimitées de fines lignes sombres (notamment chez les individus les plus matures), avec l'extrémité des bras rouge sombre. 

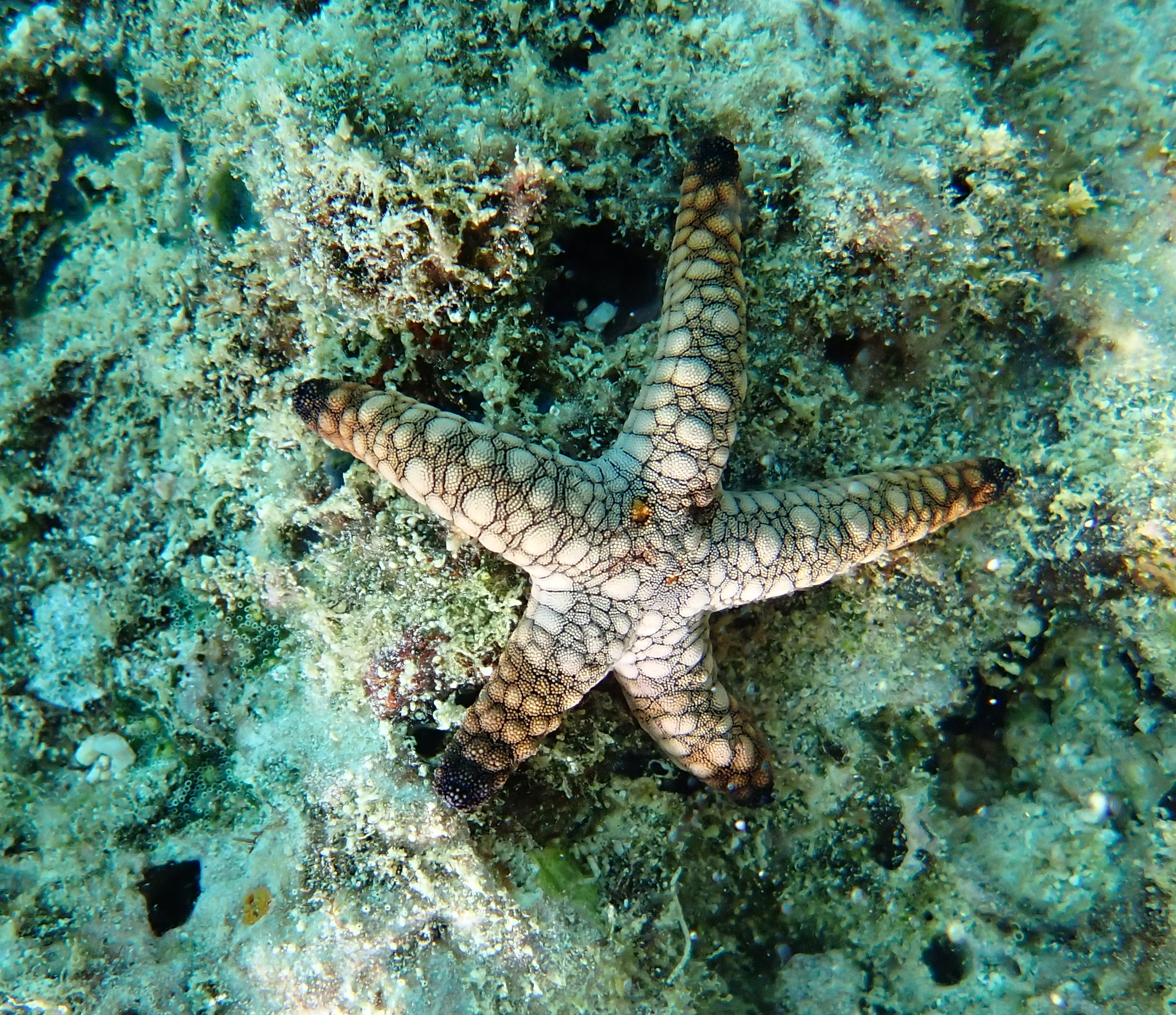
à Fidji
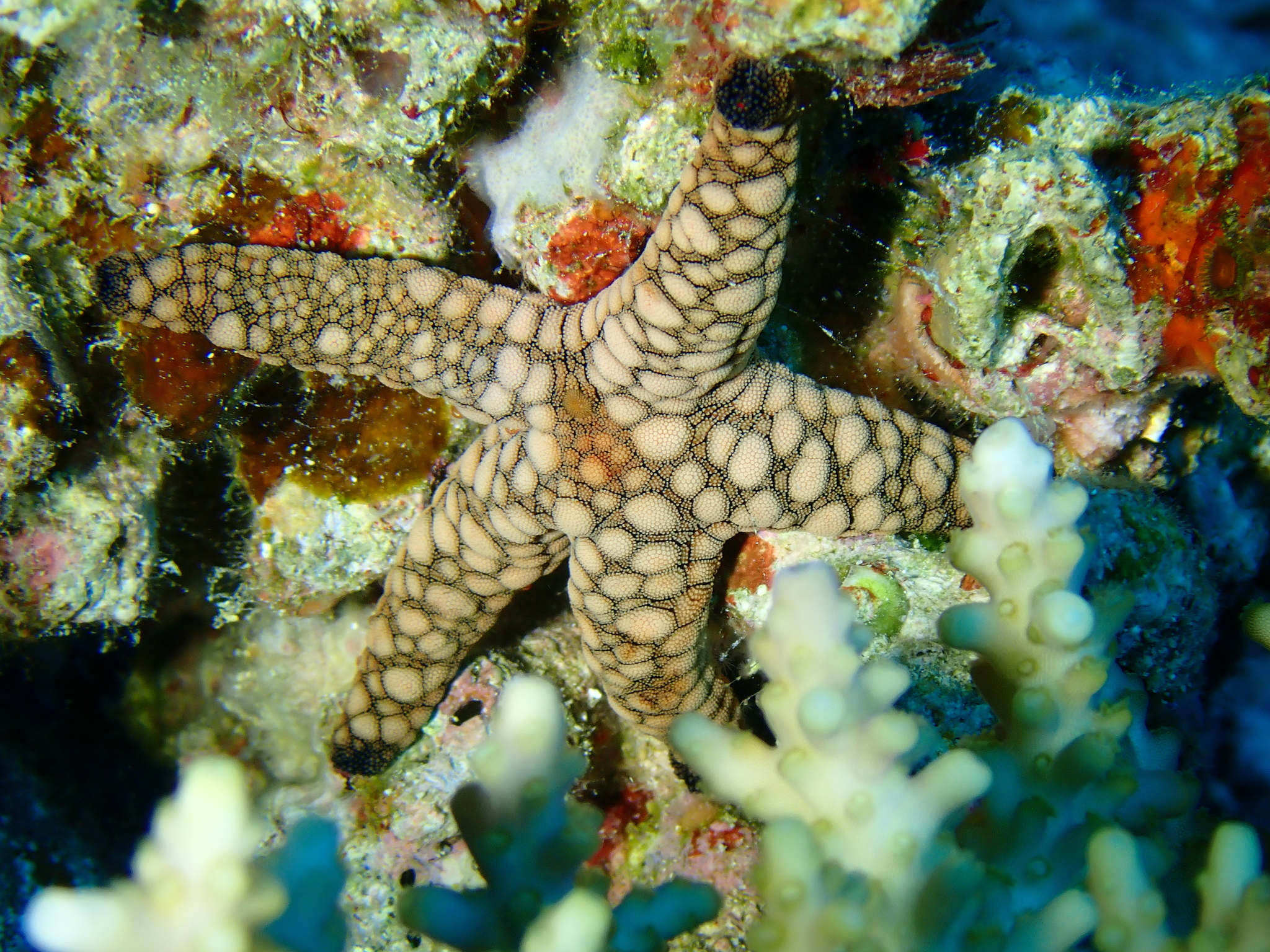
Idem
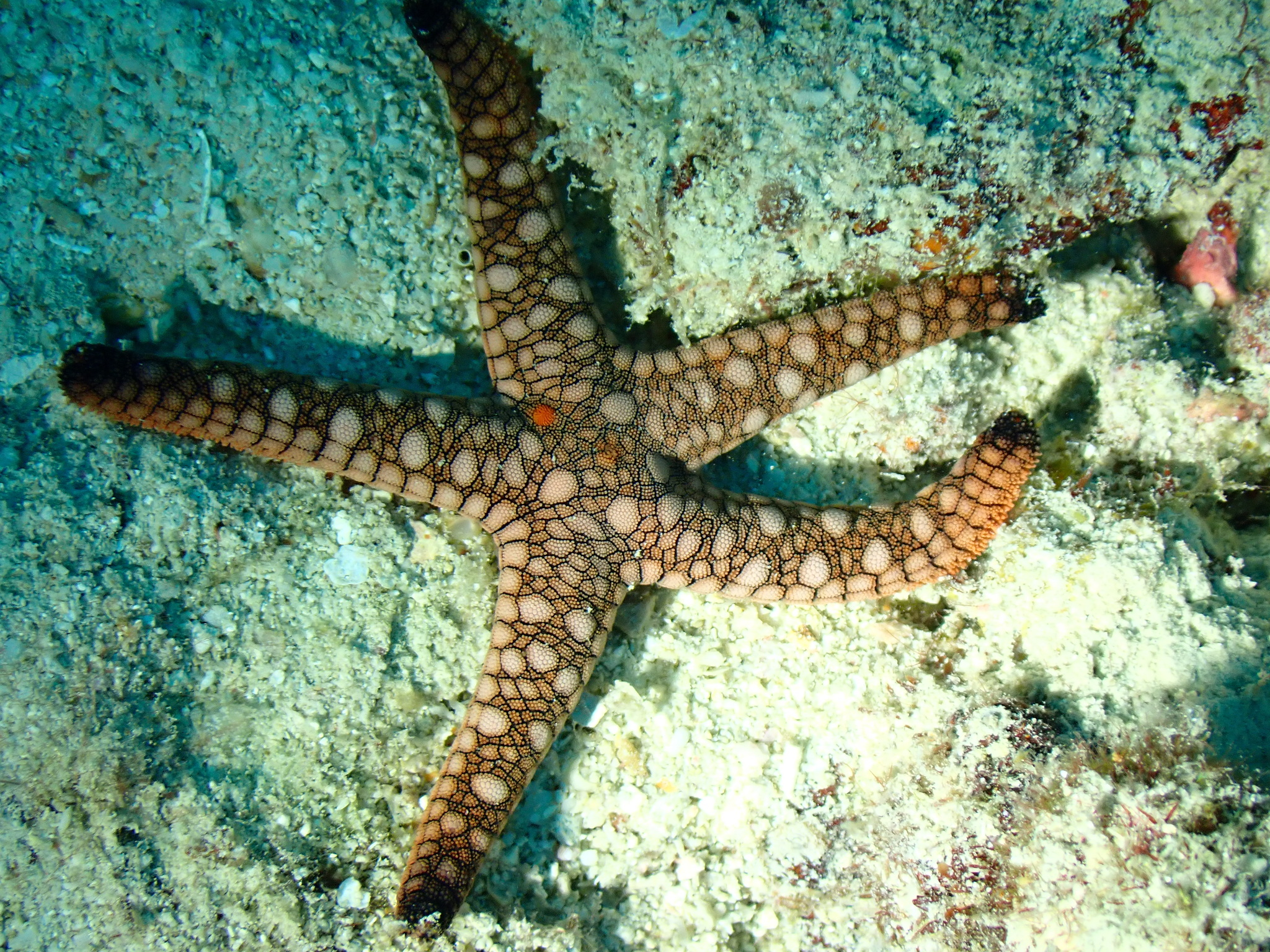
Idem
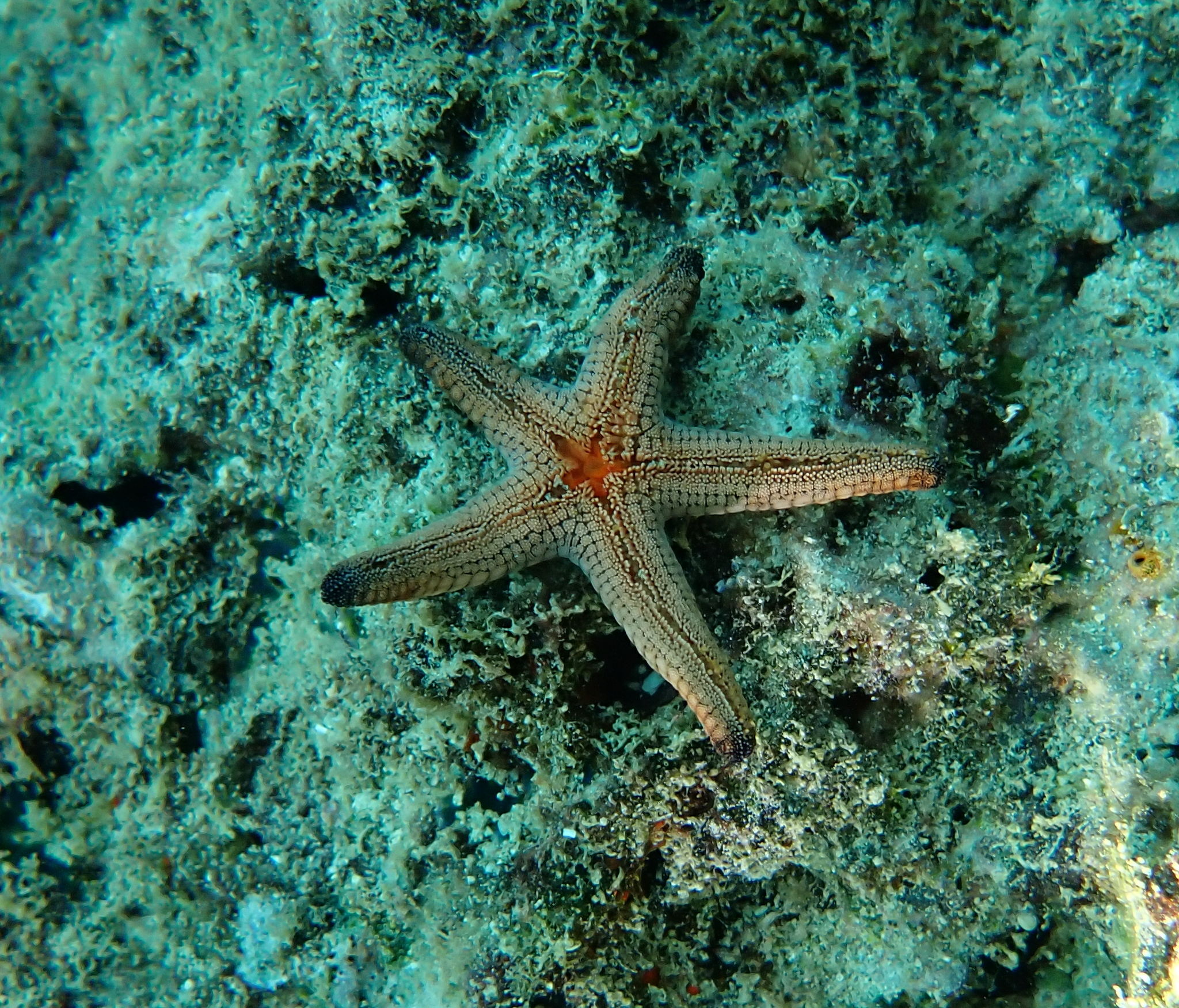
Face orale
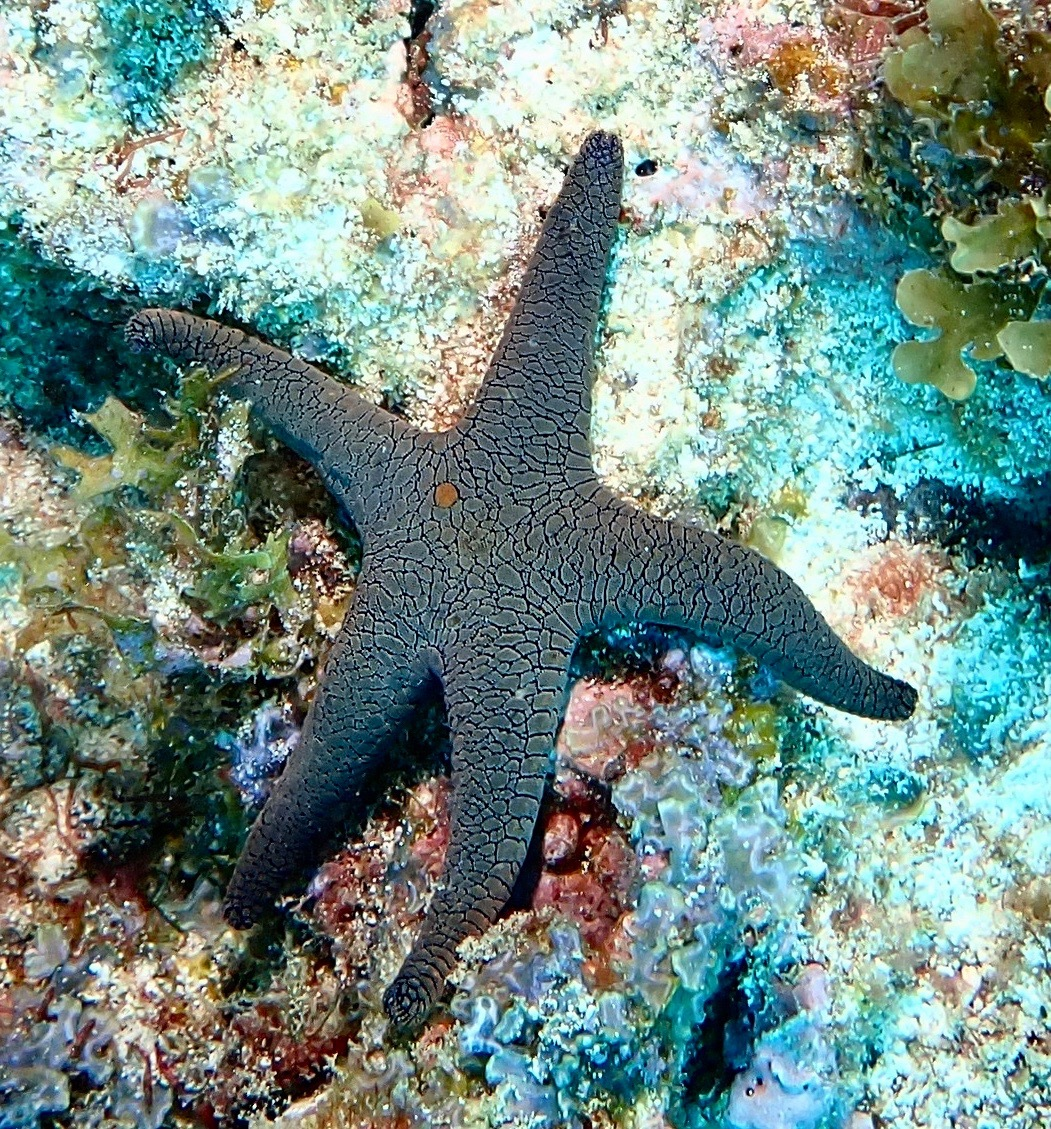
Possible variante en Australie.

## Controverses de classification
En 1921, H. L. Clark décrit une espèce d'étoile de mer trouvée dans le Détroit de Torrès sous le nom de « Fromia elegans ». En 1938, Engel rassemble à son tour des spécimens d'étoiles de mer qu'il identifie comme F. elegans. Hayashi étudie ces spécimens en 1938 et parvient à la conclusion qu'il s'agit de l'espèce Fromia indica, et considère donc ces deux noms comme synonymes, sans vérifier les spécimens de Clark. En 1971, A. M. Clark étudie les spécimens de 1921 et considère qu'il y a assez de différences avec F. indica pour les ranger dans une espèce à part, et que les spécimens d'Engel de 1938 peuvent avoir été F. indica pris pour F. elegans. Marsh remet la validité de ce taxon en doute en 1977, quoique sans preuve formelle. On considère maintenant la description d'Engel comme un synonyme, et informellement une forme de Fromia indica, tandis que la description de Clark, le sujet de cet article, est accepté comme une espèce à part entière.
En attendant de nouvelles études systématiques (et éventuellement des analyses génétiques), ce taxon est donc considéré valide par les organismes taxinomiques de référence, comme World Register of Marine Species (19 août 2014).